# José Luís (football, 1908)
Pour le footballeur né en 1958, voir José Luís.
José Luis est un footballeur portugais né le 1er octobre 1908 et mort à une date inconnue. Il évoluait au poste d'attaquant.

## Biographie

### En club
José Luis joue dans le club du CF Belenenses,.
Il remporte le Campeonato de Portugal à trois reprises en 1927, 1929 et 1933. C'était une version expérimentale du futur championnat, sous un format proche de l'actuelle Coupe du Portugal.
Il dispute un total de 41 matchs pour 31 buts marqués dans première division portugaise nouvellement créée en 1934.

### En équipe nationale
International portugais, il reçoit quatre sélections en équipe du Portugal entre 1929 et 1933 pour aucun but marqué.
Son premier match est disputé le 1er décembre 1929 en amical contre l'Italie (défaite 1-6 à Milan).
En 1930, il joue deux matchs amicaux. Le 12 janvier, il dispute une rencontre contre la Tchécoslovaquie (victoire 1-0 à Lisbonne). Le 23 février, l'équipe portugaise remporte 2-0 à Porto un match contre la France .
Son dernier match a lieu le 29 janvier 1933 en amical contre  (victoire 1-0 à Lisbonne).

## Palmarès
Avec le CF Belenenses :
- Vainqueur du Campeonato de Portugal (ancêtre de la Coupe du Portugal) en 1927, 1929 et 1933
- Champion de Lisbonne en 1929